# 锦城广场站
锦城广场站，曾用名海洋公园站，于2013年7月8日改为现名，位于成都市新世纪环球中心地下，是成都地铁1号线的一座地下车站。锦城广场站由于周边市政设施配套不齐全未与1号线一期工程同步开通，后于2013年6月8日开通。

## 车站结构
本站为地下二层侧式站台车站。站台全长133米，宽35.9至41.1米，有效站台长120米，总建筑面积为14060平方米，其中地下一层与新世纪环球中心相连。
本站的站厅与站台为矩形结构，但两者长轴成90度夹角垂直相交，站厅层付费区为沿站厅长轴方向两侧区域，付费区内可前往不同方向侧式站台；非付费区为沿长轴方向中部区域，连通站厅长轴两端。站台两端的天花板与站厅平齐，此处层高相比普通车站较高。这一独特设计据信是为了方便站厅与新世纪环球中心相连。
| 地面              | 0    | 出口A–E |
| 地下一层          | 站厅 | 自助购票 客服中心 |
| 地下二层          | 站台 | \| 側式 · 開右邊车门 \| \| \| \| \| \| 1号线往韦家碾（孵化园） \| \| \| \| 1号线往科学城或五根松（世纪城） \| \| 側式 · 開右邊车门 \| \| \| |
| 側式 · 開右邊车门 |      | |
|                   |      | 1号线往韦家碾（孵化园） |
|                   |      | 1号线往科学城或五根松（世纪城） |
| 側式 · 開右邊车门 |      | |

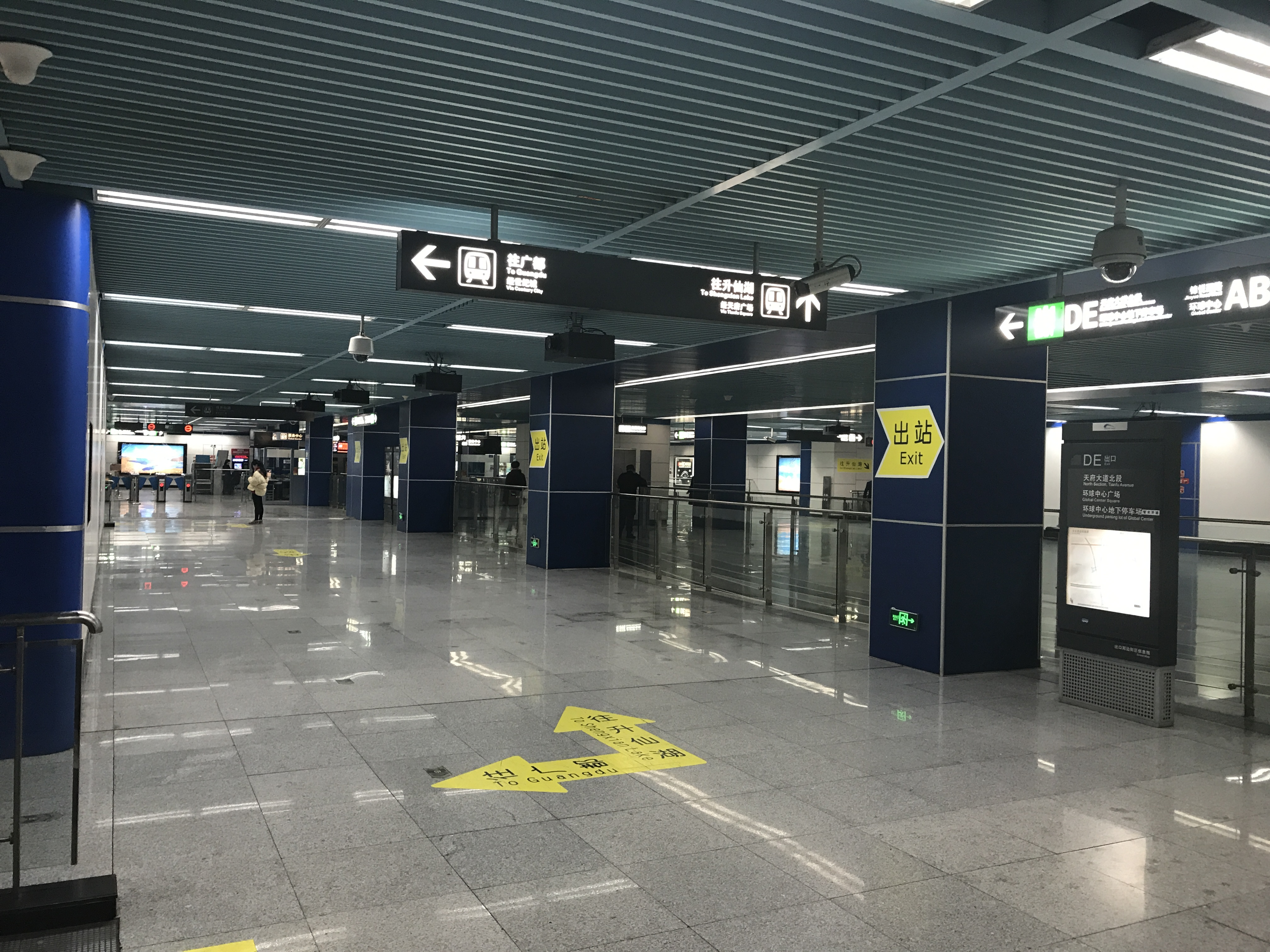
站厅层
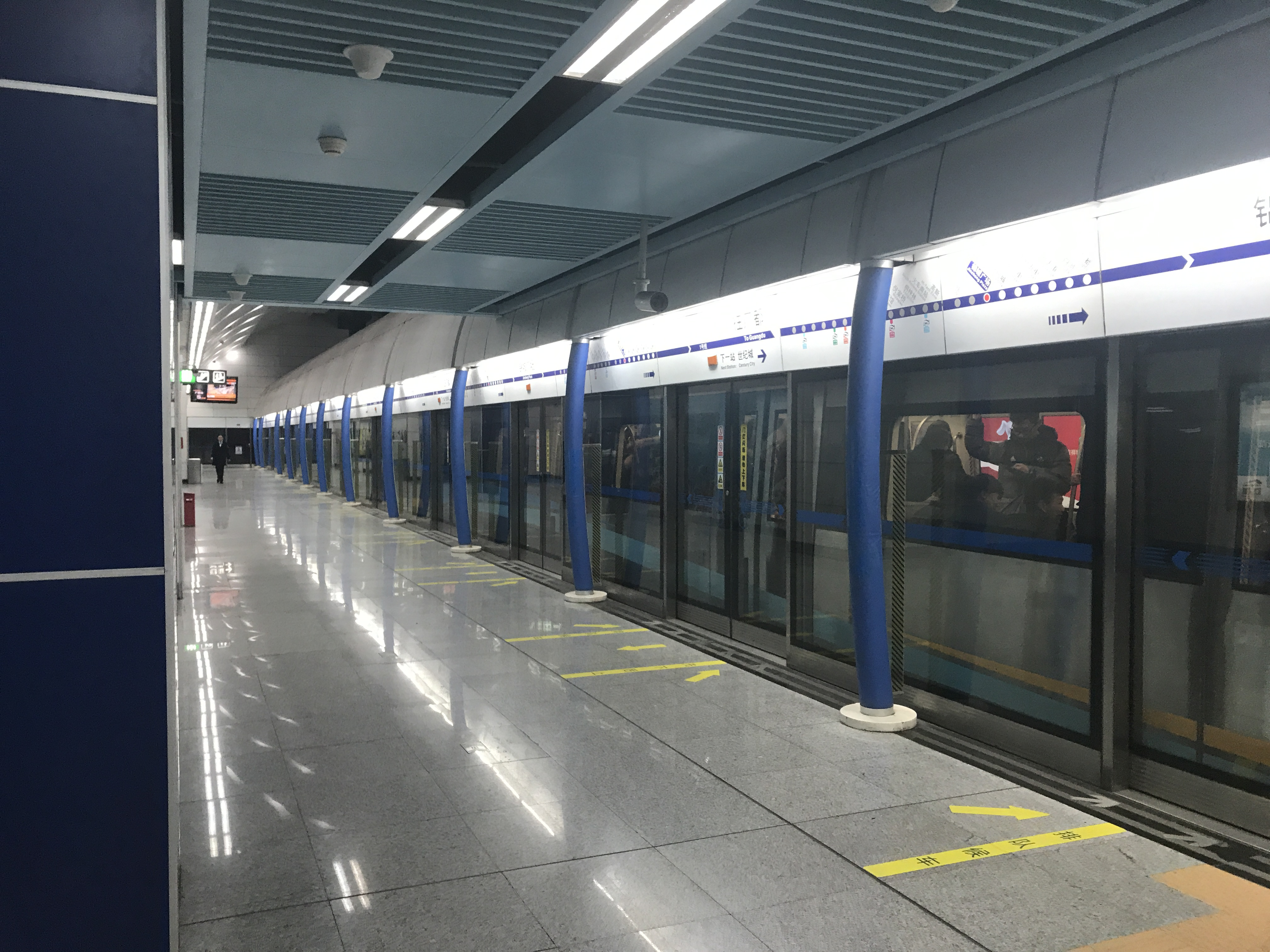
1号线站台层
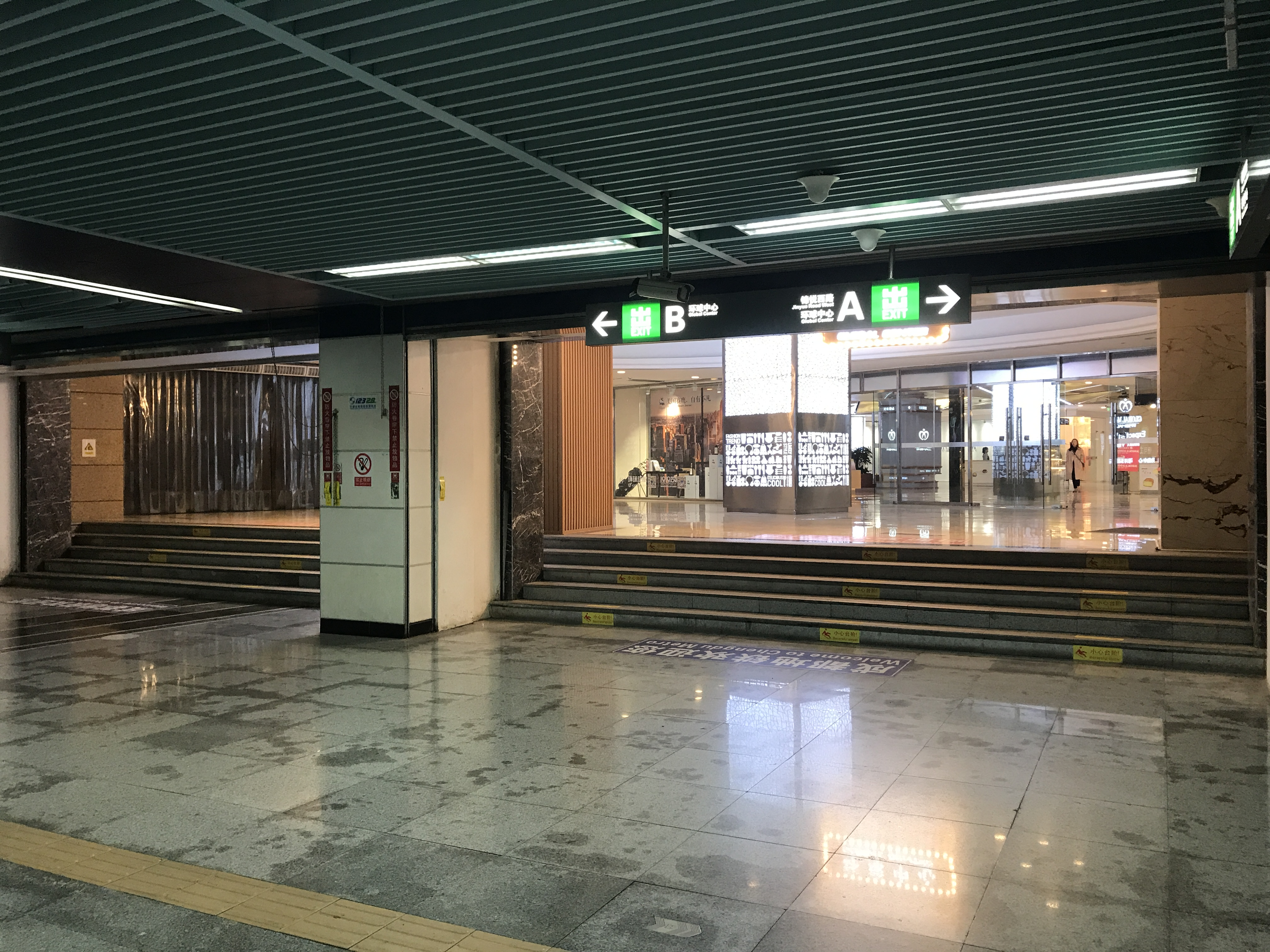
连接环球中心的通道

## 内装与公共艺术

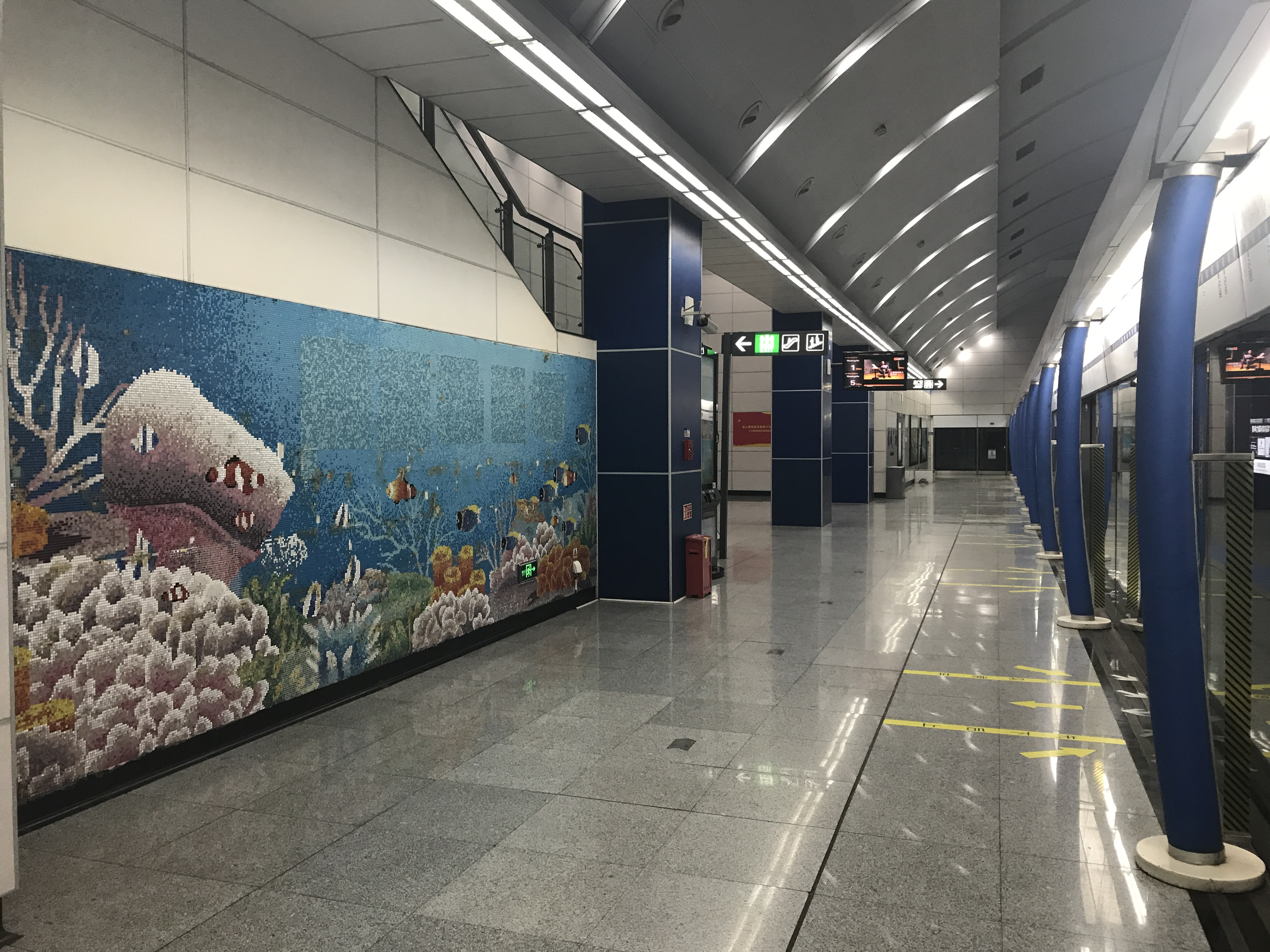
位于1号线站台的海洋元素马赛克墙

本站曾命名为海洋公园站，所以在设计之初以海洋公园为装饰主题。
使用鱼和水为建筑元素，营造出轻松、愉悦的水族空间氛围，以蓝色为主色调，装饰点缀红色和黄色。天花板上波光流动的方向和地面上水族色带均具有视觉导向性，用以辅助提高人流疏导的效率。

## 出入口
本站目前开放5个出入口。
|              |            |                        |      |
| 编号         | 设施       | 指示                   | 照片 |
|              |            | 环球中心               |      |
| 出口 · B     |            | 环球中心               |      |
| 出口 · C     |            | 环球中心               |      |
| 出口 · D     | 无障碍电梯 | 天府大道北段           |      |
| 出口 · E · 1 |            | 天府大道北段、锦城广场 |      |

## 車站週邊
- 成都地铁18号线锦城广场东站

## 历史
- 2008年9月27日，主体结构封顶[5]；
- 2012年11月6日，移交成都地铁运营有限公司[8]；
- 2013年6月8日，正式启用[4]；
- 2013年7月8日，更改为现用名[2]。

## 未来发展
由于18号线与1号线在本站的换乘通道暂未修建，为视区别，将18号线的车站称为锦城广场东站。待换乘通道修建后，本站可与18号线车站合并，与18号线及规划中的23号线、29号线实现站内换乘。